# 3،2-ثنائي هيدرو ثيبين
2,3-ثنائي هيدرو ثيبين هو مماثل مشبع جزئيا للثيبين.